# Rödupp
Rödupp (Fins: Rovasaari of Röötyppi) is een dorp binnen de Zweedse gemeente Överkalix.
In het steentijd waren er al inwoners in deze omgeving; ook later zijn er bewoners in bronstijd en ijzertijd. In 1539 komt het dorp voor het eerst voor, bij de inning van belasting. Rödupp bestaat uit een aantal kernen die op beide oevers van de Kalixälven liggen: Södra Rödupp en Rödupp liggen op de westoever; Östra Rödupp en Mjölaskatan (vanuit Rödupp gesticht) liggen op de oostoever.

## Verkeer en vervoer
De Länsväg 392 ligt op de oostoever; een parallelweg daaraan op de westoever, zonder dat ter plaatse een verbinding over de rivier is aangelegd.
Bestuurscentrum: Överkalix (tätort)
Tätort: Vännäsberget · Svartbyn · Tallvik
Småort: Alsån · Boheden · Gyljen · Hedensbyn · Jockfall · Lansjärv · Norra Tallvik · Nybyn
Overig: Grelsbyn · Kälvudden · Lomträsk · Räktjärv · Rödupp